# Denkmalpflege-Verein Nahverkehr Berlin
Der Denkmalpflege-Verein Nahverkehr Berlin e. V. (DVN) ist ein gemeinnütziger Verein mit Sitz in Berlin.

## Anliegen und Geschichte

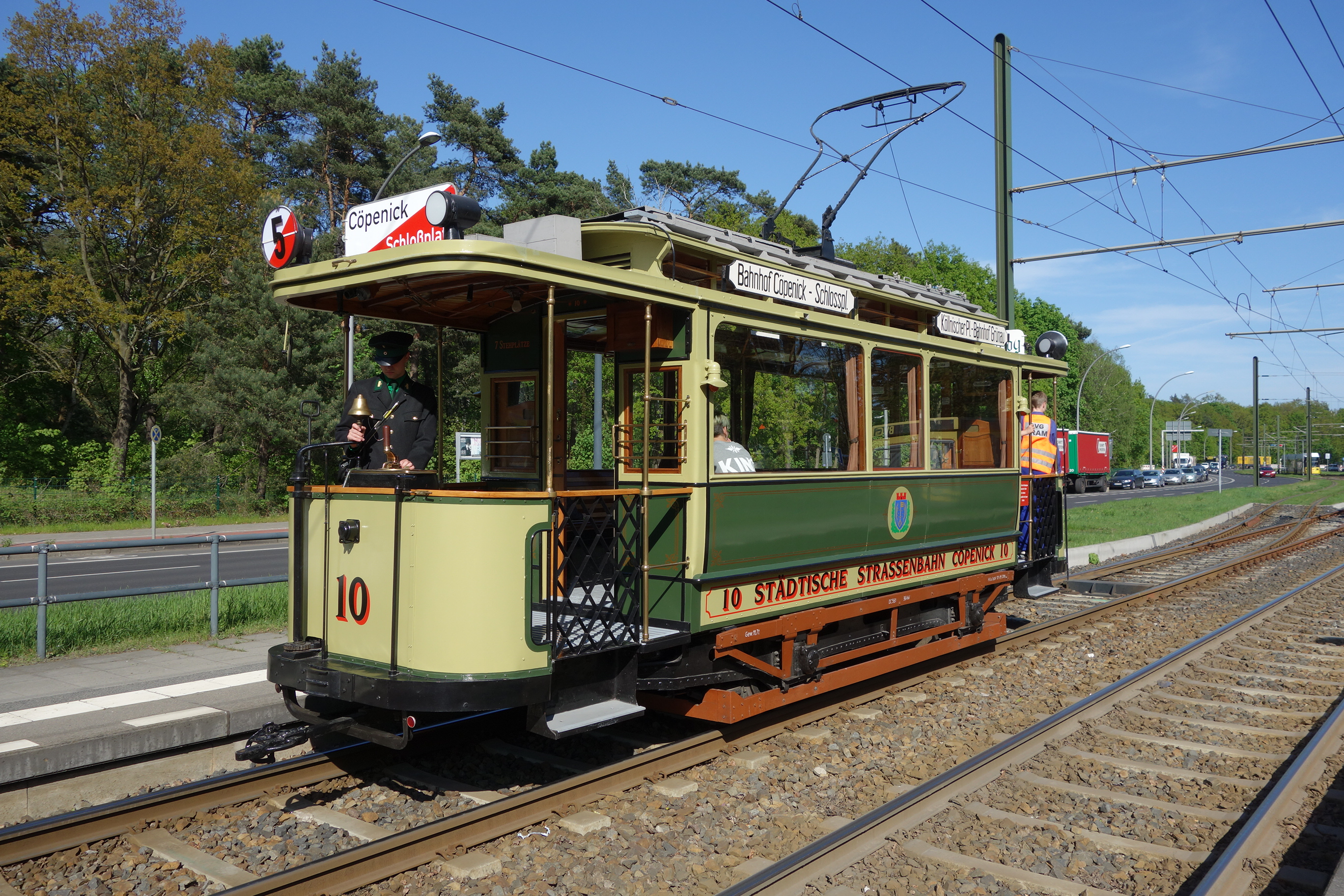
Cöpenicker Triebwagen 10 auf einer Sonderfahrt, 2018

Ziel des Vereins ist die Pflege ausgewählter Nahverkehrsmittel im Raum Berlin/Brandenburg. Hierzu werden u. a. historische Fahrzeuge denkmalgerecht erhalten, betreut und bei Ausstellungen und Sonderfahrten eingesetzt.
Hervorgegangen ist der heutige Verein aus der Arbeitsgemeinschaft (AG) 1/11, die sich unter Schirmherrschaft der AG Kleinbahnfreunde im Deutschen Modelleisenbahnerverband (DMV) gründete. Ihr Ziel war es zunächst, einen historischen Köpenicker Straßenbahnwagen zur Köpenicker Festwoche (heute: Köpenicker Sommer) herzurichten. Die Arbeitsgruppe nahm im September 1967 im Straßenbahn-Betriebshof Köpenick ihre Arbeit auf. Im August 1968 begannen die Arbeiten am künftigen historischen Cöpenicker Triebwagen 10, dessen Grundlage der Arbeitstriebwagen A277II bildete. Er fuhr bereits am 21. Juni 1969 anlässlich der 8. Köpenicker Festwoche. Infolge des großen Zuspruchs aus Bevölkerung und Politik führte die AG 1/11 ihre Arbeit mit dem Aufbau einer historischen Fahrzeugflotte fort. Schrittweise wuchs die Sammlung und umfasste im Jahr 1997 rund 20 betriebsfähige Wagen.
Gründungsdatum des Denkmalpflege-Vereins ist der 13. Juni 1990. Die Eintragung in das Vereinsregister erfolgte am 22. Oktober 1992 beim Amtsgericht Charlottenburg.

## Arbeitsgruppen

### Arbeitsgruppe Straßenbahnen

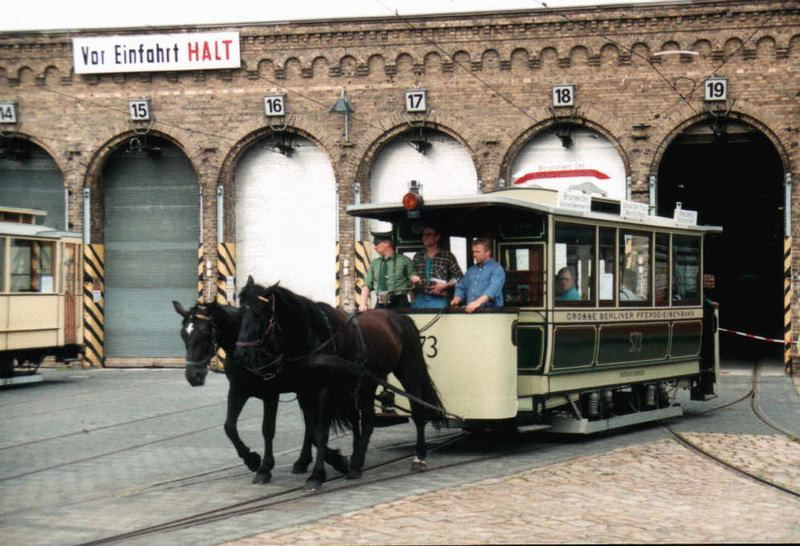
Pferdebahnwagen von 1885 im Depot Niederschönhausen

Ziel dieser Arbeitsgruppe ist es, aus jeder Fahrzeuggeneration der Berliner Straßenbahn einen typischen Vertreter aufzunehmen. Das älteste Fahrzeug der Sammlung ist ein 1883 gebauter Pferdebahnwagen. Heute besteht die Sammlung aus rund 50 Straßenbahnen in Berlin und Woltersdorf, von der Pferdebahn bis zum Tatra-Straßenbahnwagen.
Die Arbeitsgruppe war lange Zeit in den Räumlichkeiten des Betriebshofs Niederschönhausen untergebracht. Im Jahr 2015 erfolgte der Umzug in den Betriebshof Köpenick. Zwischenzeitlich wurde auch das Depot Schmöckwitz genutzt. Weitere Fahrzeuge stehen bei der Woltersdorfer Straßenbahn.

### Arbeitsgruppe Omnibus
Ursprüngliches Ziel der Arbeitsgruppe war es, historische Omnibusse aus Berlin – vorrangig aus dem früheren Ostteil der Stadt – zu betreuen.
Ein großer Teil der Mitglieder wechselte in den 2013 neu gegründeten Oldtimer Bus Verein Berlin e. V. (OBVB), mit ähnlicher Zielstellung wie die ursprüngliche DVN-Arbeitsgruppe. Die Arbeitsgruppe Omnibus beim DVN wurde in der Folge aufgelöst und der Bereich Omnibus der Arbeitsgruppe Straßenbahn unterstellt. Die Fahrzeuge verblieben beim DVN.

### Arbeitsgruppe Obus

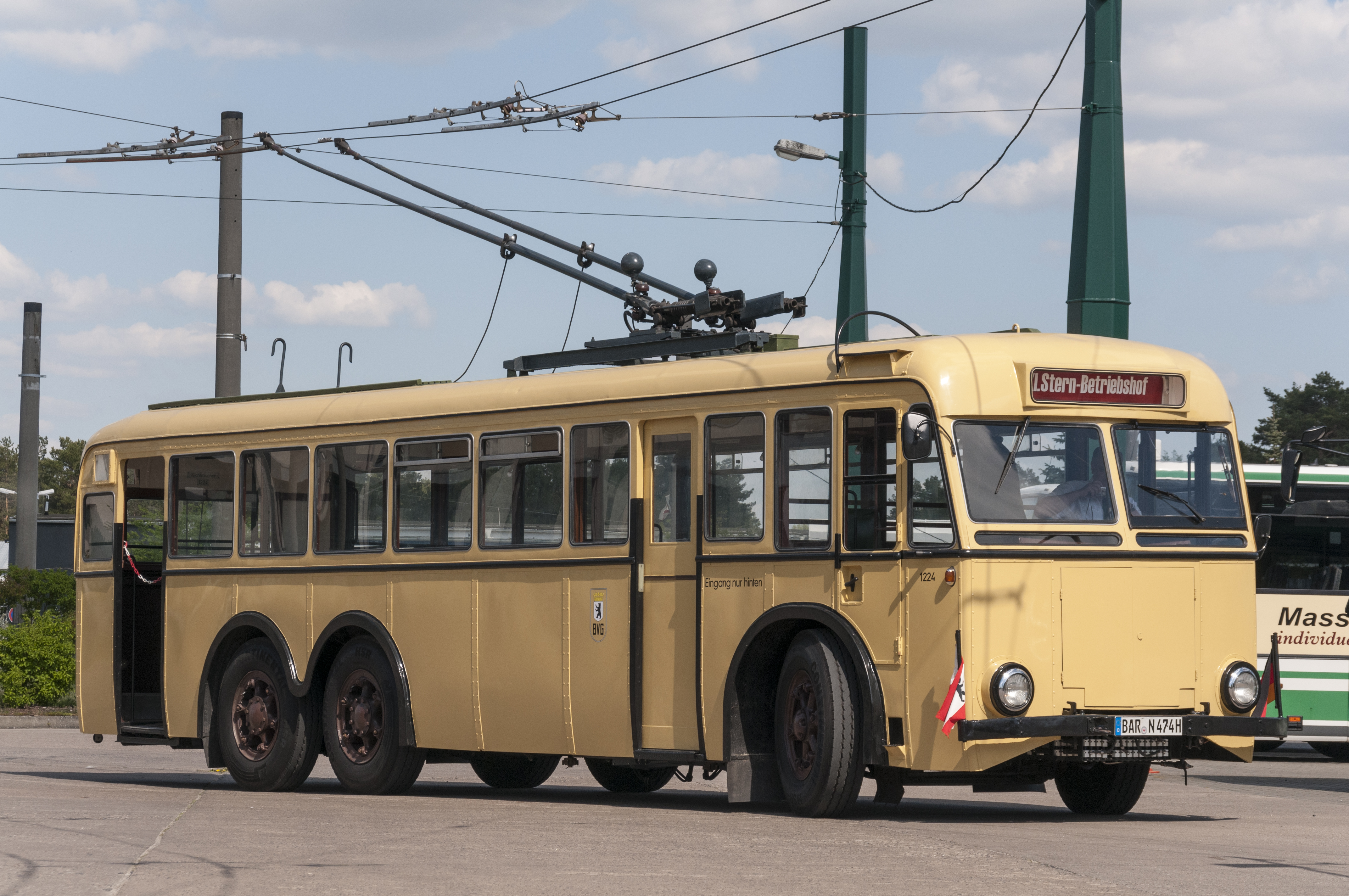
Obus SSW-DB 45/47 in Eberswalde

Die Arbeitsgruppe pflegt historische Fahrzeuge beim Oberleitungsbus Eberswalde, der letzten ostdeutschen Stadt mit Obusbetrieb. Untergebracht sind die Fahrzeuge im dortigen Betriebshof Nordend.

### Arbeitsgruppe Potsdam
Die historischen Straßenbahnen der Straßenbahn Potsdam werden von dieser Arbeitsgruppe betreut. Die Vereinsräume befinden sich unweit des S-Bahnhofs Babelsberg.

### Arbeitsgruppe Öffentlichkeitsarbeit / Geschichte
In der Arbeitsgruppe werden Broschüren, Beiträge und Ausstellungskonzepte zur Geschichte der Berliner Verkehrsmittel erstellt. Außerdem organisiert sie Führungen durch die Fahrzeugsammlungen sowie den Souvenirverkauf.

## Aktivitäten

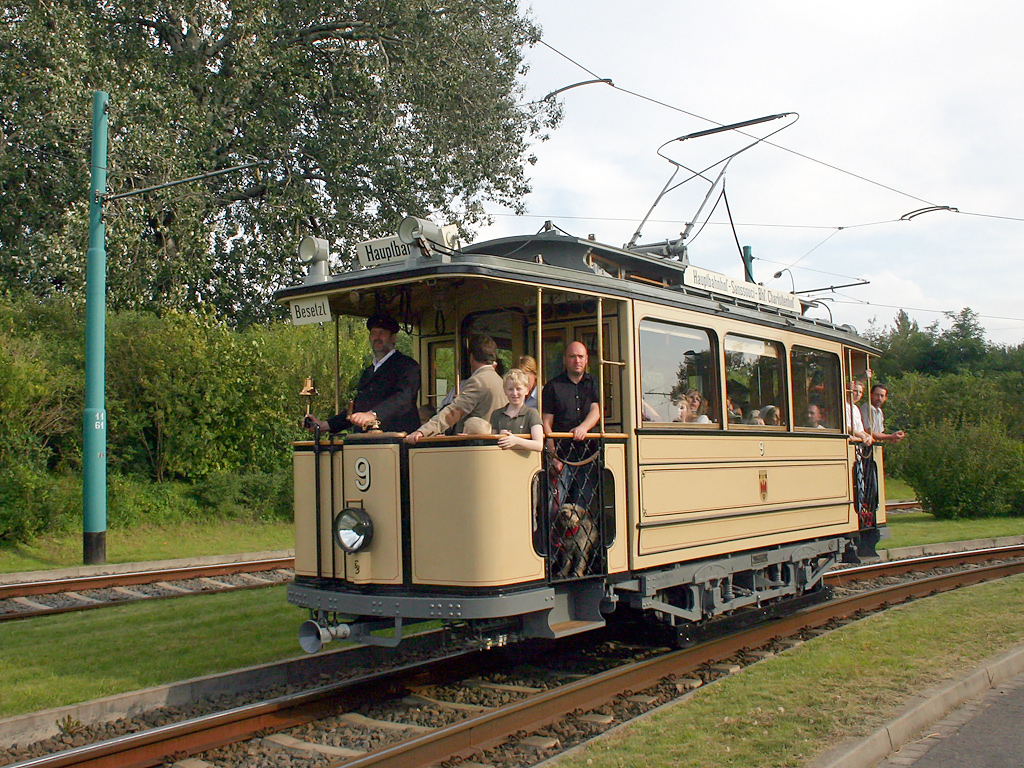
Lindner-Triebwagen in Potsdam

Der Verein bietet Führungen durch die Fahrzeugsammlungen an und organisiert Ausstellungen und Themenfahrten mit den historischen Fahrzeugen. In Berlin finden nahezu jeden Monat Fahrten mit historischen Straßenbahnen auf verschiedenen Routen statt. Während der Mitfahrt werden die Geschichte der Strecke sowie des Stadtviertels erläutert. In Potsdam besteht ebenfalls monatlich die Möglichkeit zur Mitfahrt u. a. im historischen Lindner-Triebwagen. Weiterhin sind die Fahrten des Glühwein-Express in der Adventszeit populär.